# دومينيك فرانكس
دومينيك فرانكس (بالإنجليزية: Dominique Franks)‏ هو لاعب كرة قدم أمريكية أمريكي، ولد في 8 أكتوبر 1987 في أوكلاهوما سيتي في الولايات المتحدة.

## وصلات خارجية
- دومينيك فرانكس على موقع مرجع كرة القدم المحترفة.كوم (الإنجليزية)